# Kebdana
Kebdana és una petita regió a la punta est de la ciutat de Nador, que s'allarga sobre 40 km fins a la frontera algeriana, a la regió del Rif, al nord-est del Marroc (un 80% a la Província de Nador i un 20% a la Província de Berkane.
Aquesta petita regió és el territori de la tribu amaziga rifenya Ikebdanan o Kebdana, el territori de la qual separa la ciutat de Nador de la frontera algeriana. Amb una terra molt bona per a l'agricultura, està composta de petites muntanyes i de planures, i és productora de taronges i de raïms.
Les principals ciutats de la regió són: Kariat-Arekmane, Al Barkaniyane, Ras el ma, Saidia, Ayt Mhand.